# Attention Profiling Mark-up Language
Attention Profiling Mark-up Language (APML) is een op XML gebaseerd formaat voor het vastleggen, waarderen en delen van interesses. De techniek is bedoeld om diensten op internet beter toe te kunnen spitsen op individuele voorkeuren. APML wordt vaak genoemd in verband met web 2.0 en het semantisch web.
In een APML-document wordt gebruikgemaakt van labels en waarderingen. De waarderingen worden gedaan in percentages, waarbij -100% de laagst mogelijke en +100% de hoogst mogelijke waardering voor een onderwerp is. De informatie hoeft niet handmatig te worden ingevoerd maar kan worden gegenereerd uit iemands internetgebruik.
APML bevindt zich nog in een vroeg stadium. De mogelijke toepassingen kunnen zeer uiteenlopen maar er kan gedacht worden aan het op relevantie kunnen selecteren van bijvoorbeeld zoekresultaten, producten, advertenties en nieuwsberichten. Een nieuwslezer die al ver is met APML is Particls. Ook Bloglines en Digg hebben aangekondigd APML te gaan gebruiken.